# 낸시 에버하드
낸시 에버하드(Nancy Everhard, 1957년 11월 30일 ~ )는 미국의 배우이다.
오하이오주에서 태어났다.

## 출연 작품

### 영화
- 더블 리벤지 (1988, Double Revenge)
- The Trial of the Incredible Hulk (1989) - 크리스타 클라인 역
- 응징자 (1989)
- 딥 식스 (1989)
- 살인 검문 (1990, The China Lake Murders)
- 48시간 2 (1990)
- 백주의 탈출 (1991)
- 캠퍼스 레전드 3 (2005) - 팸 오언스 역
- 내셔널트레져: 보물의비밀 (2006, Outlaw Trail: The Treasure of Butch Cassidy)

### 텔레비전
- 레니게이드 (1992-94)
- 레밍턴 스틸 (1982년)
- 시카고 특별수사대 (1993, The Untouchables)